# Swissminiatur

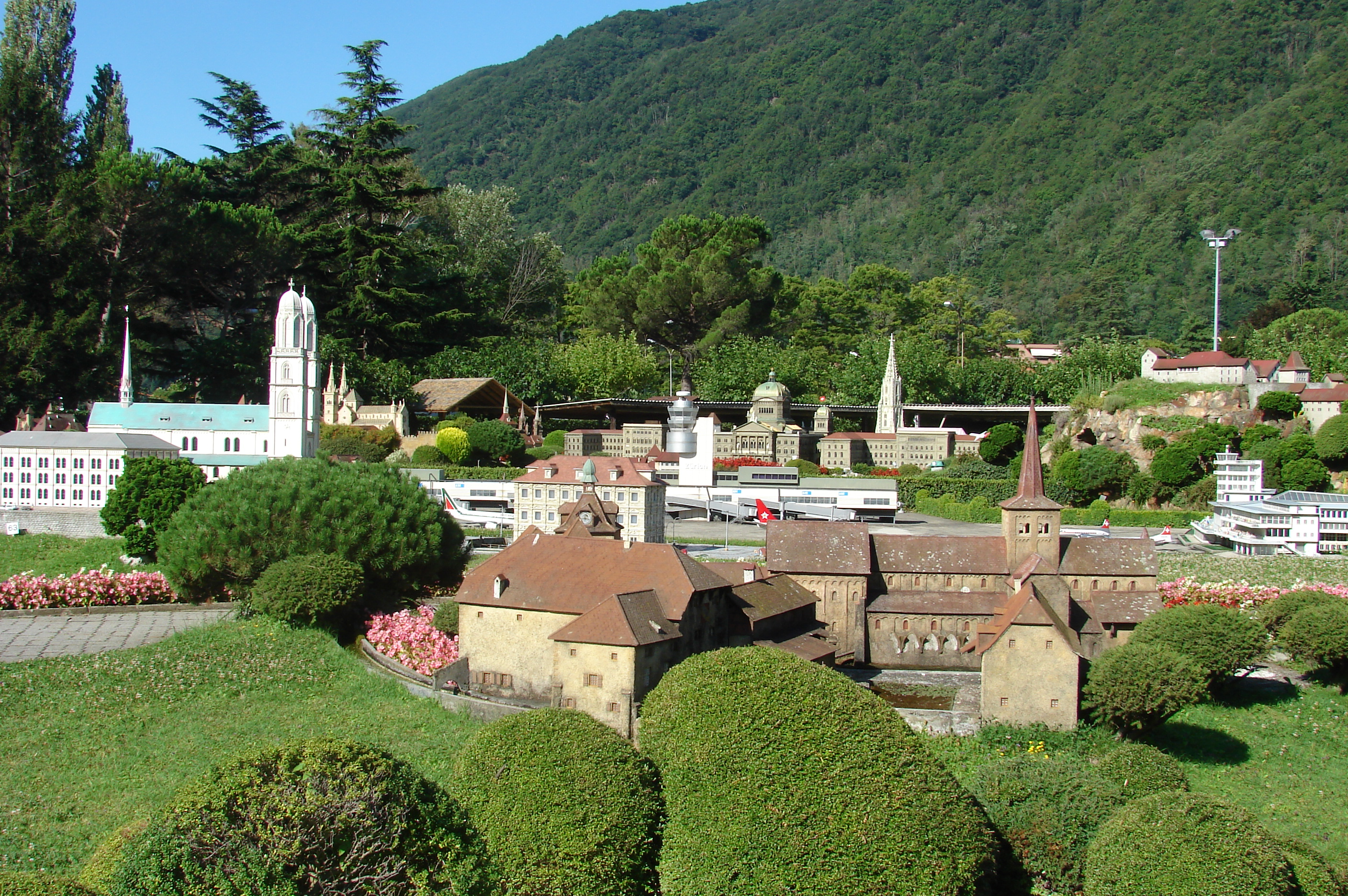
Teilansicht der «kleinen Schweiz»

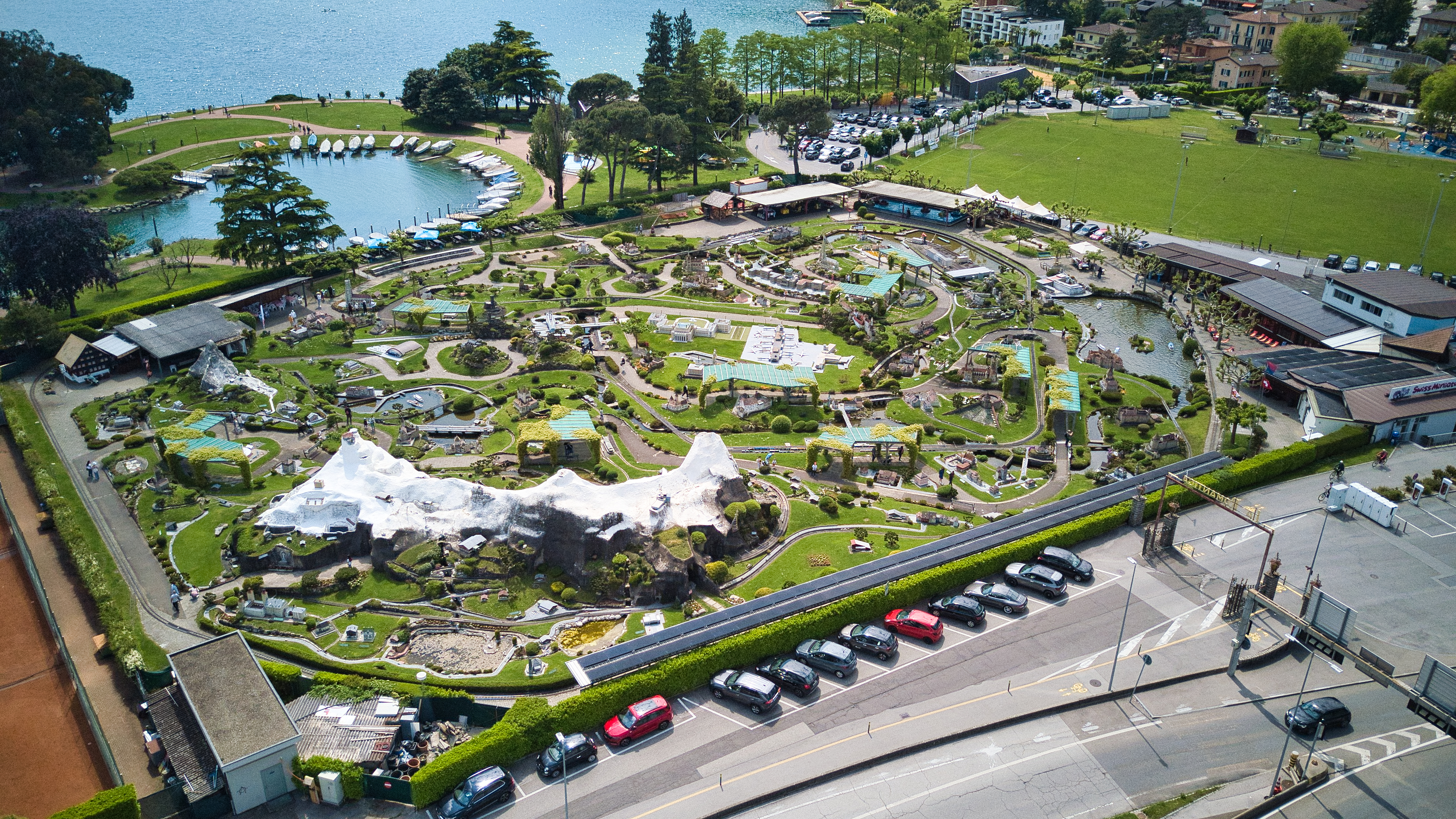
Swissminiatur Luftansicht, 2025

Swissminiatur ist eine im Jahr 1959 eröffnete Freiluftanlage für Architekturmodelle aus der gesamten Schweiz im Ort Melide im Kanton Tessin. So bietet die Anlage insgesamt eine historisch-idealtypische und verkleinerte Schweiz.

## Beschreibung und Lage
In der Swissminiatur können auf 14'000 m² von März bis November über 130 Modelle von Patrizierhäusern, Kirchen, Burgen, Denkmälern und anderen interessanten Bauten der Schweiz detailgetreu im Massstab 1:25 betrachtet werden. Die Ausstellung wird laufend ergänzt und leicht verändert. Daneben bewegen sich auf rund 3,5 Kilometern Schiene 18 Züge, dazu einige Zahnrad-, Drahtseil- und Schwebebahnen sowie Modell-Schiffe.
Die Modelleisenbahnen haben dabei je nach Standort drei Spurweiten: 33 mm, 46 mm und 58 mm. Umgeben von 15'000 Blumenarten und über 1'500 Bäumen kann die Schweiz im Zeitraffer erkundet werden. Neben einem Spielpark für Kinder finden sich auch ein Selbstbedienungs-Restaurant sowie ein Andenkenladen. Jährlich wird Swissminiatur von rund 200'000 Menschen besucht.
Im Jahr 2003 wurde anlässlich der 200-jährigen Zugehörigkeit des Kantons Tessin zur Eidgenossenschaft ein begehbares Modell des Mailänder Doms in die Ausstellung aufgenommen. Es ist das einzige nicht-schweizerische Objekt bei Swissminiatur und soll an die frühere Verbindung des Tessins zum Herzogtum Mailand erinnern.
Swissminiatur ist auf verschiedene Arten leicht zu erreichen. Der Park liegt sowohl an der Gotthardlinie als auch an der Autobahn A2, rund 5 km südlich von Lugano am Seedamm von Melide.

## Alle Modelle der Ausstellung (Stand Mai 2021)
1. Telldenkmal in Altdorf
2. Dazio Grande in Rodi-Fiesso
3. Titlis-Rotair in Engelberg
4. Rega-Basis in Erstfeld
5. Kirche in Saas-Fee
6. Gondelbahn Grindelwald-Grund-Männlichen
7. Suworowhaus in Elm
8. Grosshaus und Kirche in Elm, sowie Elm-Martinsloch
9. Stockalperpalast in Brig
10. Denkmal von General Suworow am Gotthardpass und der Schlacht an der Teufelsbrücke, Andermatt
11. Luftseilbahn Gemsstock, Andermatt
12. Schloss Sargans
13. Sitz des IKRK in Genf
14. Bergkirchli und Postgebäude von Arosa
15. Heididorf, Maienfeld
16. Chesa Guardalej, Champfèr (GR)
17. Käserei Alp Oberalp, Unterschächen
18. Dorf Werdenberg
19. Schweizer Nationalzirkus Knie, Rapperswil
20. «Chesa Riz à Porta» in Silvaplana
21. Luftseilbahn Surlej-Silvaplana-Corvatsch
22. Bobbahn St. Moritz
23. Schiefer Turm und «Chesa Veglia» in St. Moritz
24. Hotel «Crusch Alva» in Zuoz
25. Typisches Bündnerhaus
26. Rathaus von Schwyz
27. Bundesbriefmuseum in Schwyz
28. Ehemalige Pfarrkirche St. Paul Rhäzüns
29. Plan Nevé-Hütte, Beis
30. Gasthaus «Bauernhof» in Goldau
31. Schloss Rapperswil
32. Schloss Oberhofen
33. Schnitzturm in Stansstad
34. Winkelrieddenkmal von Ferdinand Schlöth in Stans
35. Walliser Alphütten
36. Schloss Thun
37. Kleine Scheidegg, Jungfraubahn und Observatorium Jungfraujoch
38. Typisches Berner Oberländer Haus
39. Bahnhof Blausee-Mitholz
40. Bahnhof Sitten
41. Schloss Hagenwil
42. Restaurant «Goldener Löwe» in Oberaach/Amriswil
43. Rathaus Bischofszell
44. Schloss Bischofszell und alte Brücke
45. Rathaus Zofingen
46. Villa «Neuhaus» in Zofingen
47. Schulhaus Lauenen
48. Hauptstrasse von Appenzell
49. Schloss Frauenfeld
50. Haus zur Treib am Vierwaldstättersee
51. Tellskapelle am Vierwaldstättersee
52. Schloss Lucens
53. Schloss Grandson
54. Schloss Vufflens
55. Schloss Chillon bei Montreux
56. Olympisches Museum in Lausanne
57. Madonna del Sasso in Locarno
58. Standseilbahn Monte San Salvatore bei Lugano
59. Amphitheater Aventicum, Avenches
60. «Schlössli» und «Haus zum Schlossgarten» in Aarau
61. Marché-Concours National, Saignelégier (JU)
62. Kathedrale von Lausanne
63. Schloss Hallwyl
64. Festung Munot Schaffhausen
65. Rathausplatz von Stein am Rhein
66. Kolinplatz in Zug
67. Hofplatz Wil
68. Grossmünster und Wasserkirche in Zürich
69. Schloss von La Sarraz
70. Schloss Kyburg
71. Schlösser Valère und Tourbillon in Sitten
72. Freulerpalast in Näfels
73. Autofähre Beckenried–Gersau
74. Kapellbrücke und «Haus Balthasar» in Luzern
75. Haus der Landvögte in Cevio
76. Nationales St. Gotthard-Museum
77. Haus der Landvögte und Pfarrkirche in Lottigna
78. Schloss Greyerz
79. Löwendenkmal Luzern
80. Hauptstrasse von Murten, mit den Lauben
81. Kathedrale St. Nikolaus von Freiburg
82. Bauernhöfe im Aargau
83. Appenzeller Bauernhof
84. Zentrum Pro Natura Acquacalda
85. Bauernhof im Jura
86. Zürcher Bauernhof
87. Schloss von Rue
88. Bauernhof im Emmental
89. Basler Münster
90. Schloss Chenaux und Stiftskirche von Estavayer-le-Lac
91. Fondation Pierre Gianadda in Martigny
92. Die Türme von Saillon
93. Turm La Bâtiaz in Martigny
94. Autobahnraststätte Würenlos
95. Flughafen Zürich-Kloten, Terminal A
96. Flughafen Zürich-Kloten (im Jahr 1958)
97. Festung Aarburg
98. Museum der Asphaltminen, Val de Travers
99. Bremgarten
100. Schloss Schwyz in Bellinzona
101. Ponte dei Salti, Lavertezzo
102. Schloss Uri in Bellinzona
103. Tessiner Bauernhof
104. Stiftskirche von Saint-Ursanne
105. Piazza Grande, Locarno (TI)
106. Schloss Nyon
107. Schloss Raymontpierre in Vermes
108. Spalentor in Basel
109. Berner Münster
110. Rathaus Delsberg
111. Schloss Lenzburg
112. Ringplatz in Biel
113. Baseltor in Solothurn
114. Museum Altes Zeughaus Solothurn
115. Bundeshaus in Bern
116. Schloss und Stiftskirche in Neuenburg
117. Zeitglockenturm in Bern
118. Kathedrale von Genf
119. Schloss von Colombier
120. Schloss von Vaumarcus
121. Ökologisches Reka-Feriendorf in Urnäsch
122. Kulturhaus «Palazzo» in Liestal
123. Bahnhof Burgdorf
124. Schloss Burgdorf
125. Schloss Bottmingen
126. Rheinhafen Basel
127. Kulturzentrum Lugano (LAC Lugano Arte e Cultura)
128. Ogoz-Insel, de Pont-Ruinen und St.-Theodul-Kapelle (in der Gemeinde Gibloux)
129. Geburtshaus von Domenico Trezzini (1670–1734), Astano (TI)
130. Mailänder Dom, besonderer Massstab

Galerie
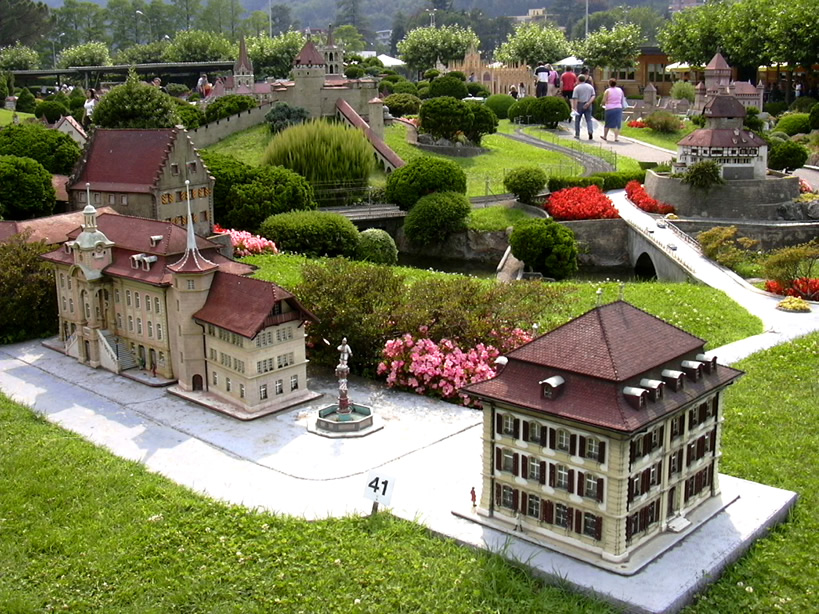
«Neuhaus» in Zofingen
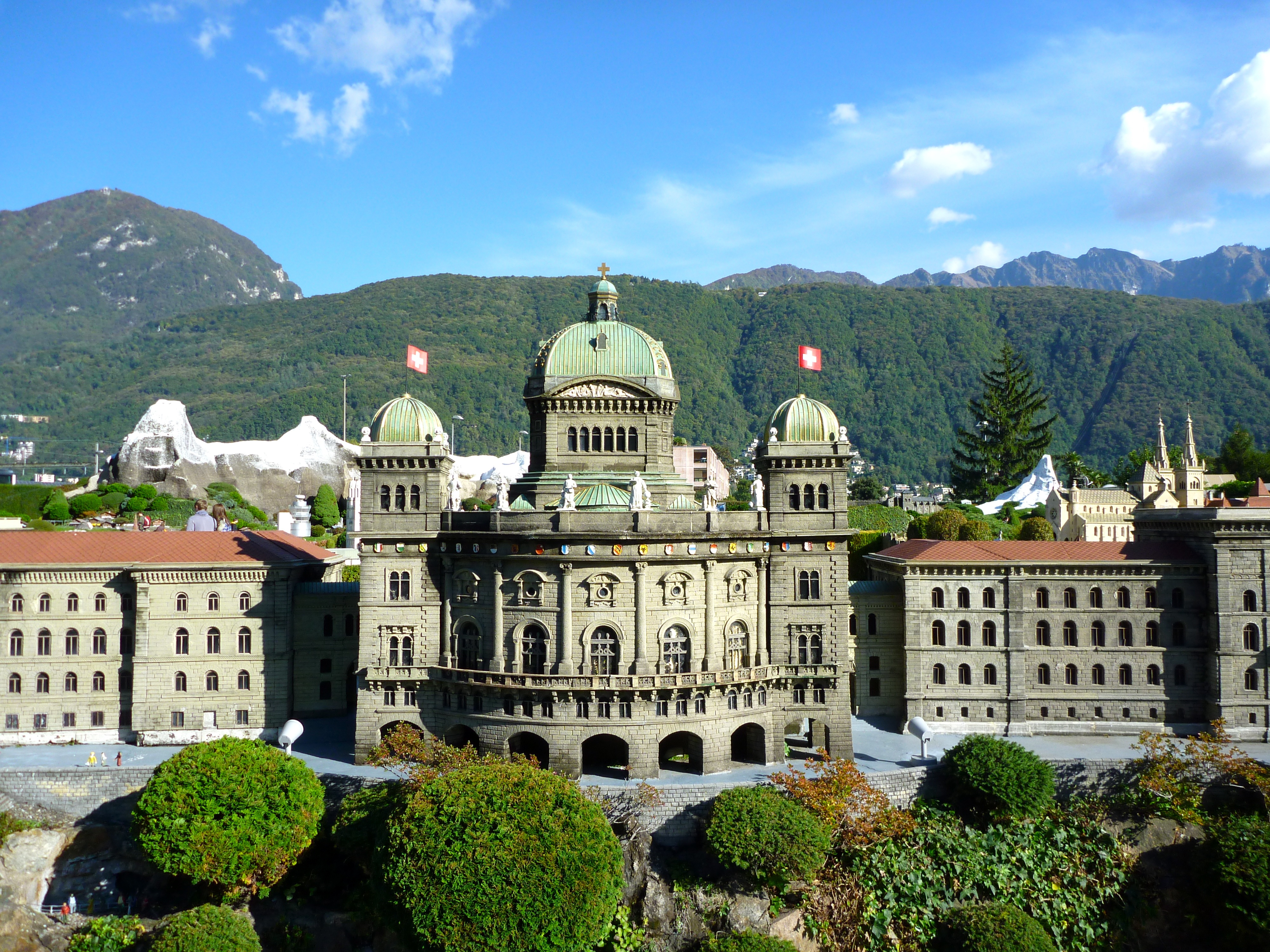
Bundeshaus in Bern
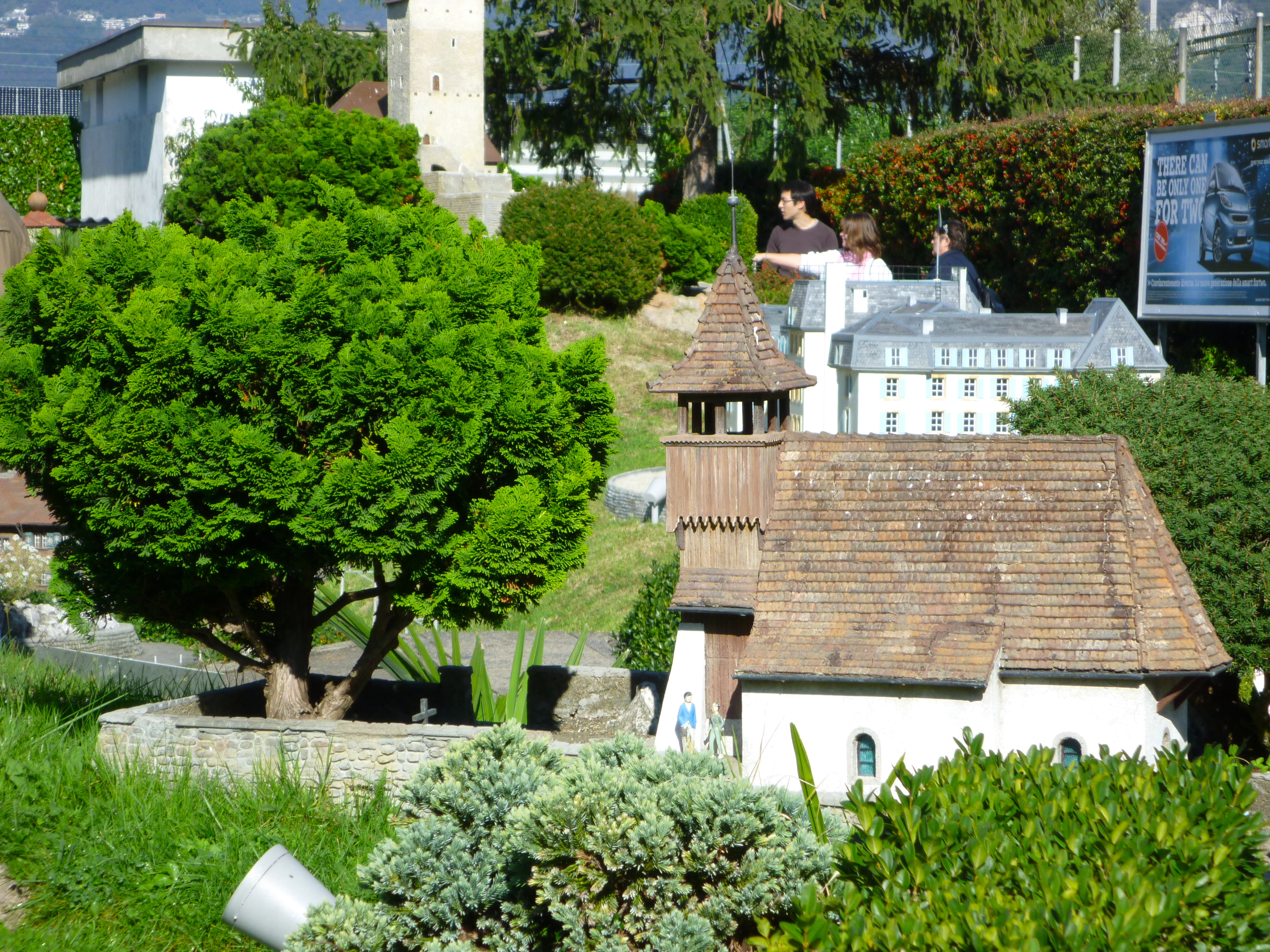
Bergkirchli Arosa
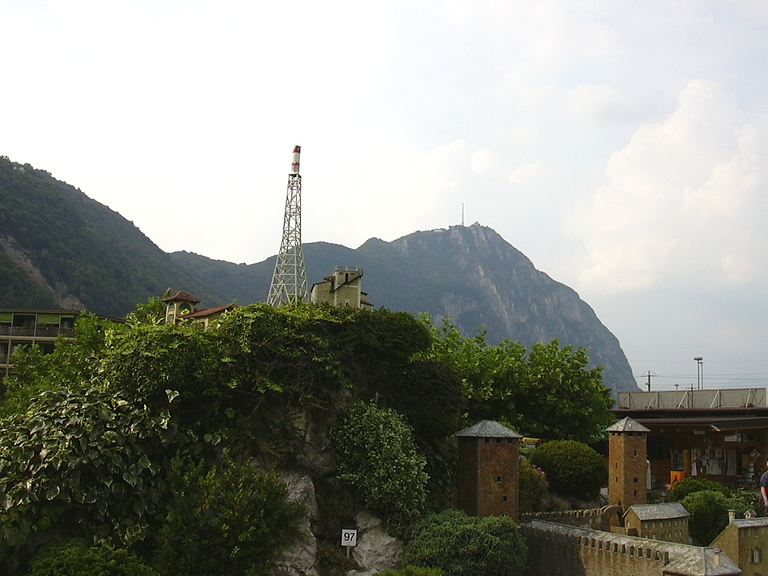
Monte San Salvatore – Original und Modell
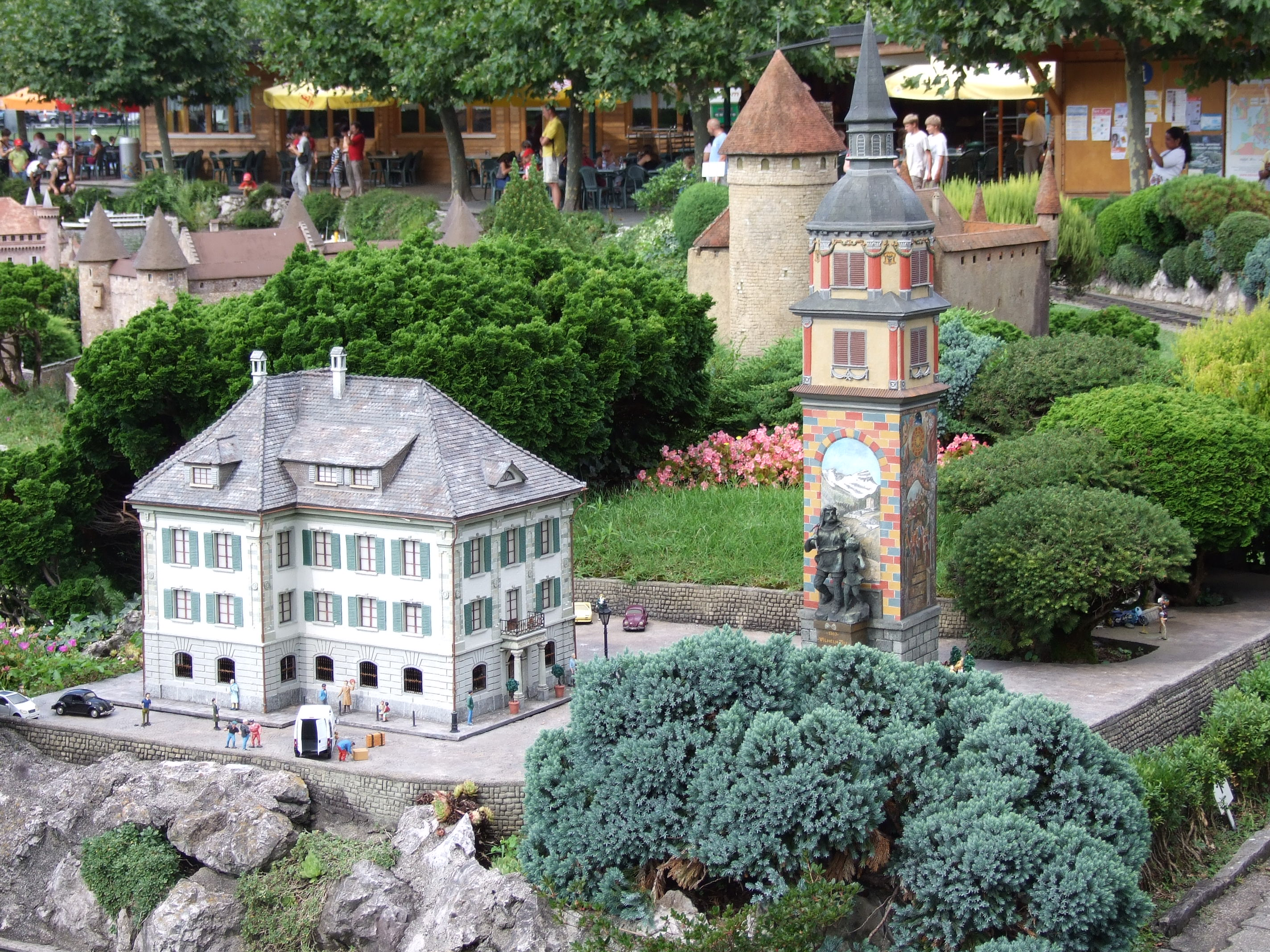
Telldenkmal Altdorf
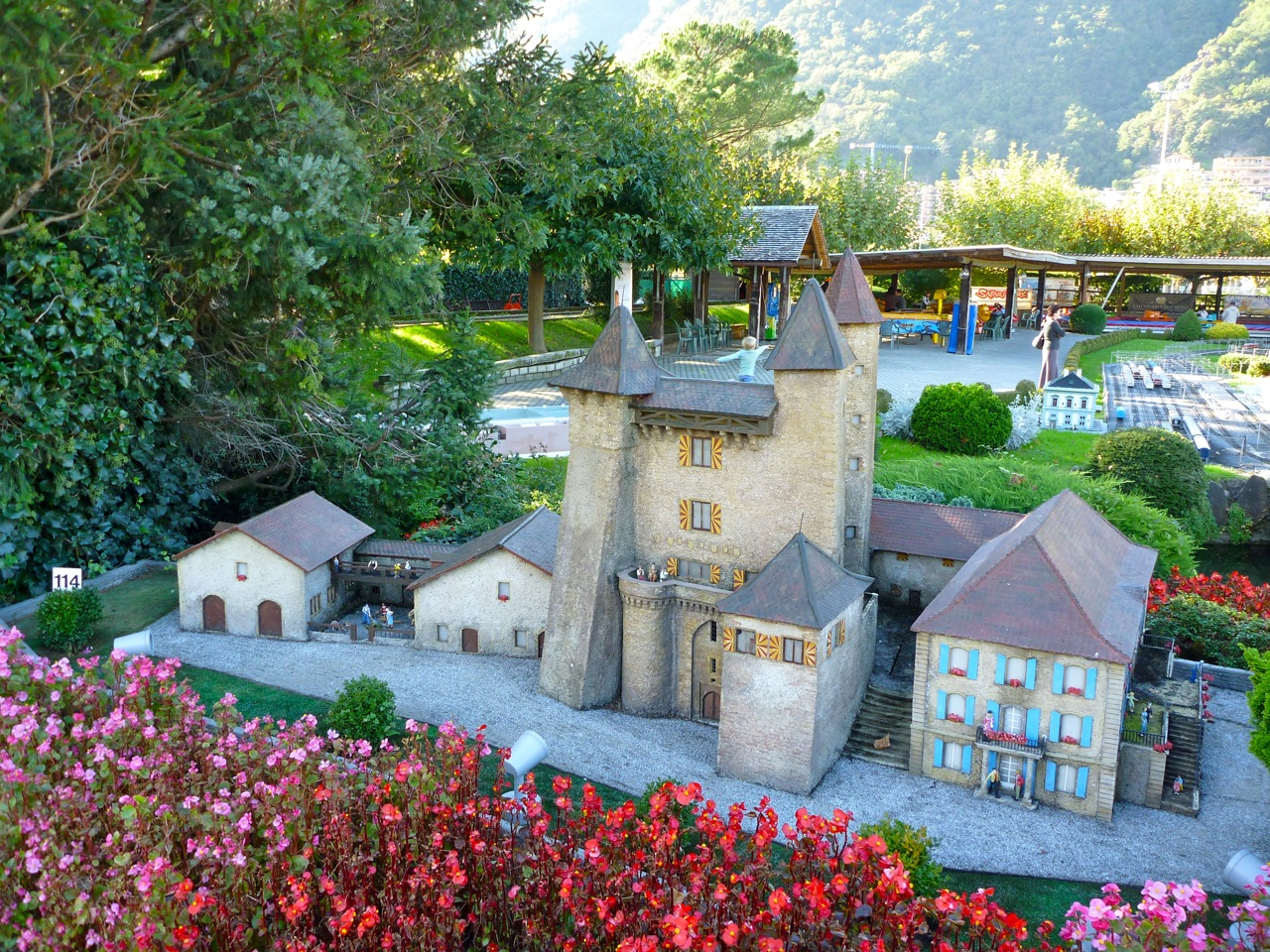
Schloss Vaumarcus
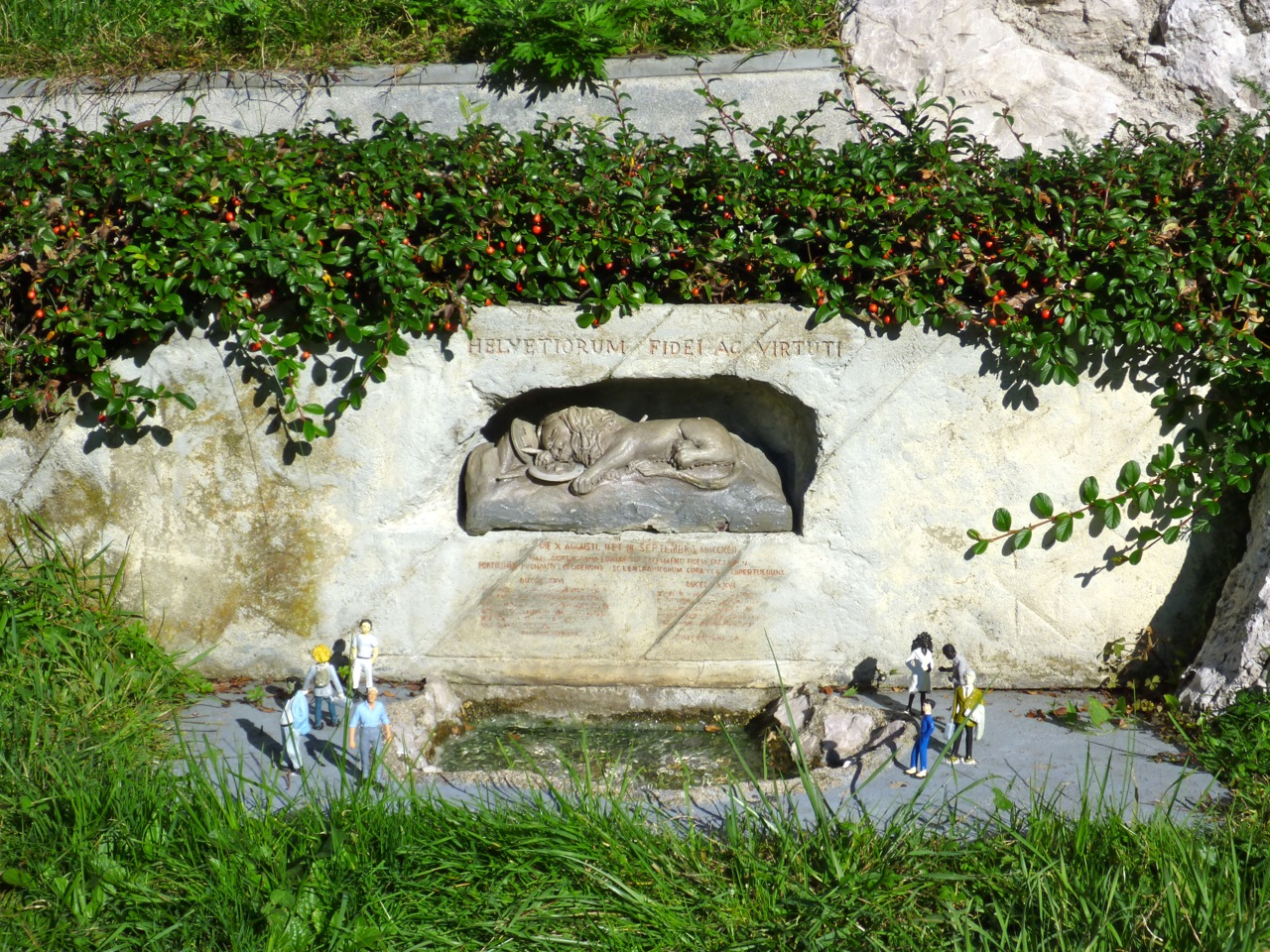
Löwendenkmal Luzern
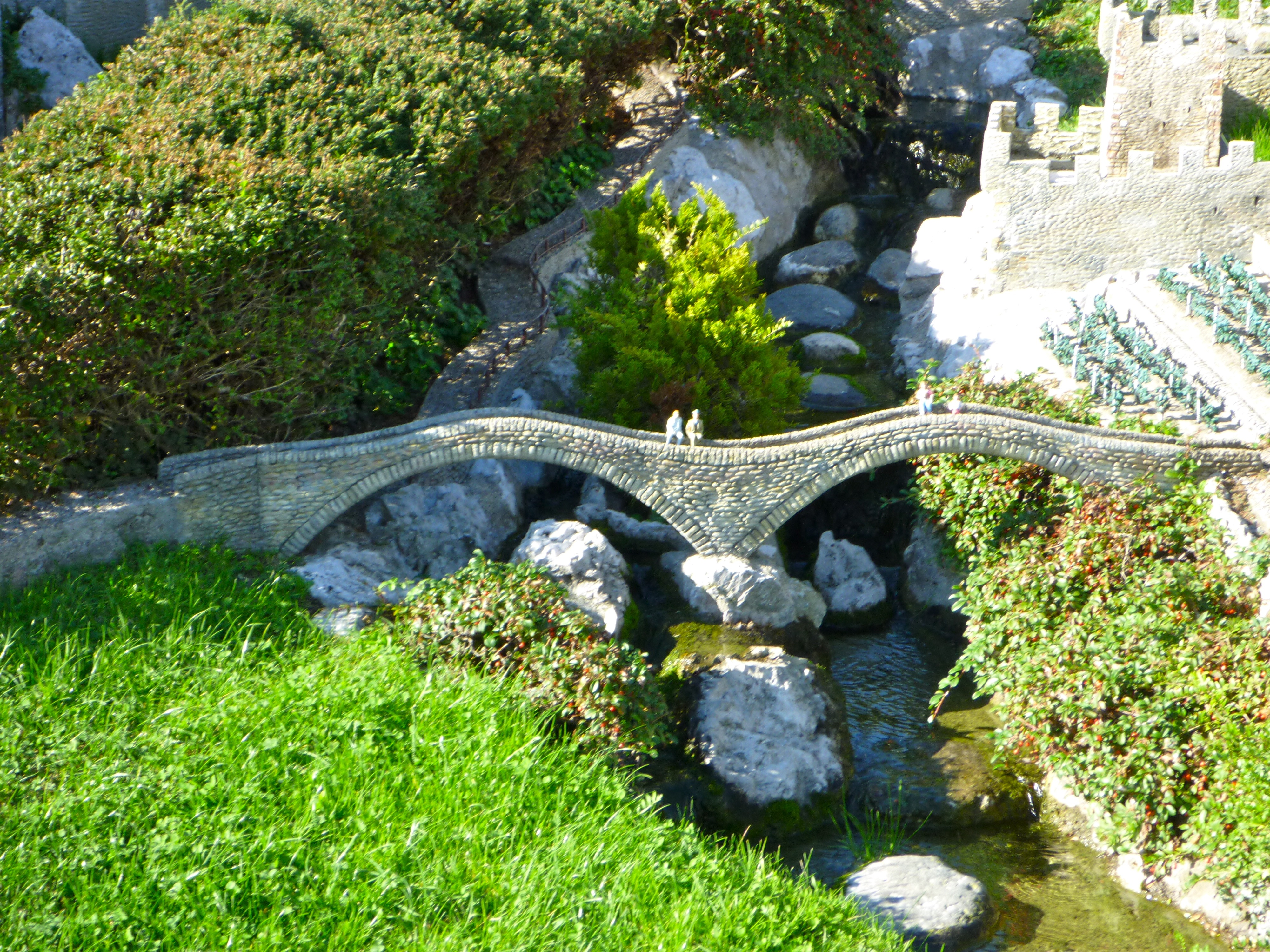
Ponte dei Salti in Lavertezzo
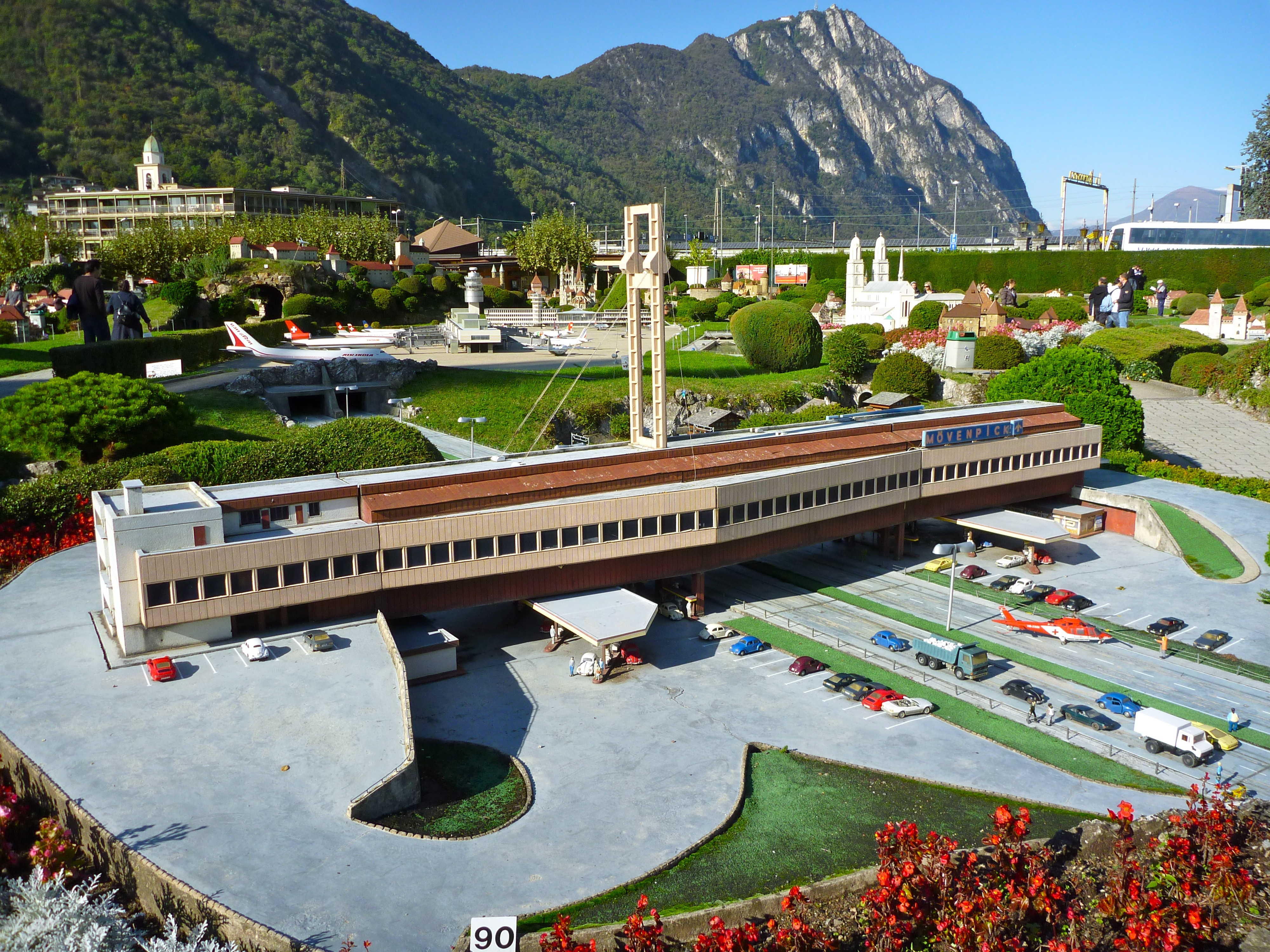
Autobahnraststätte Würenlos
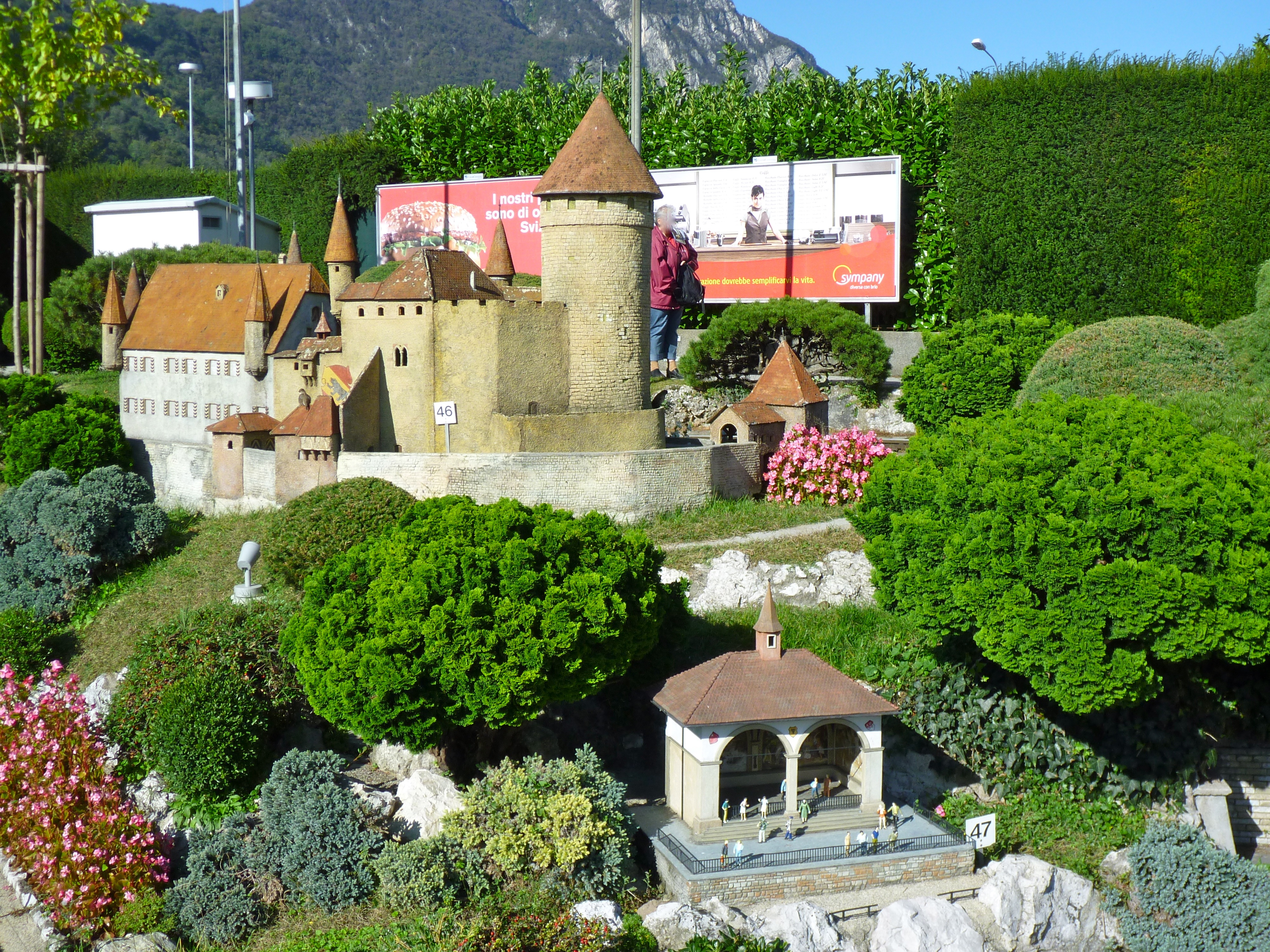
Schloss Lucens und Tellskapelle
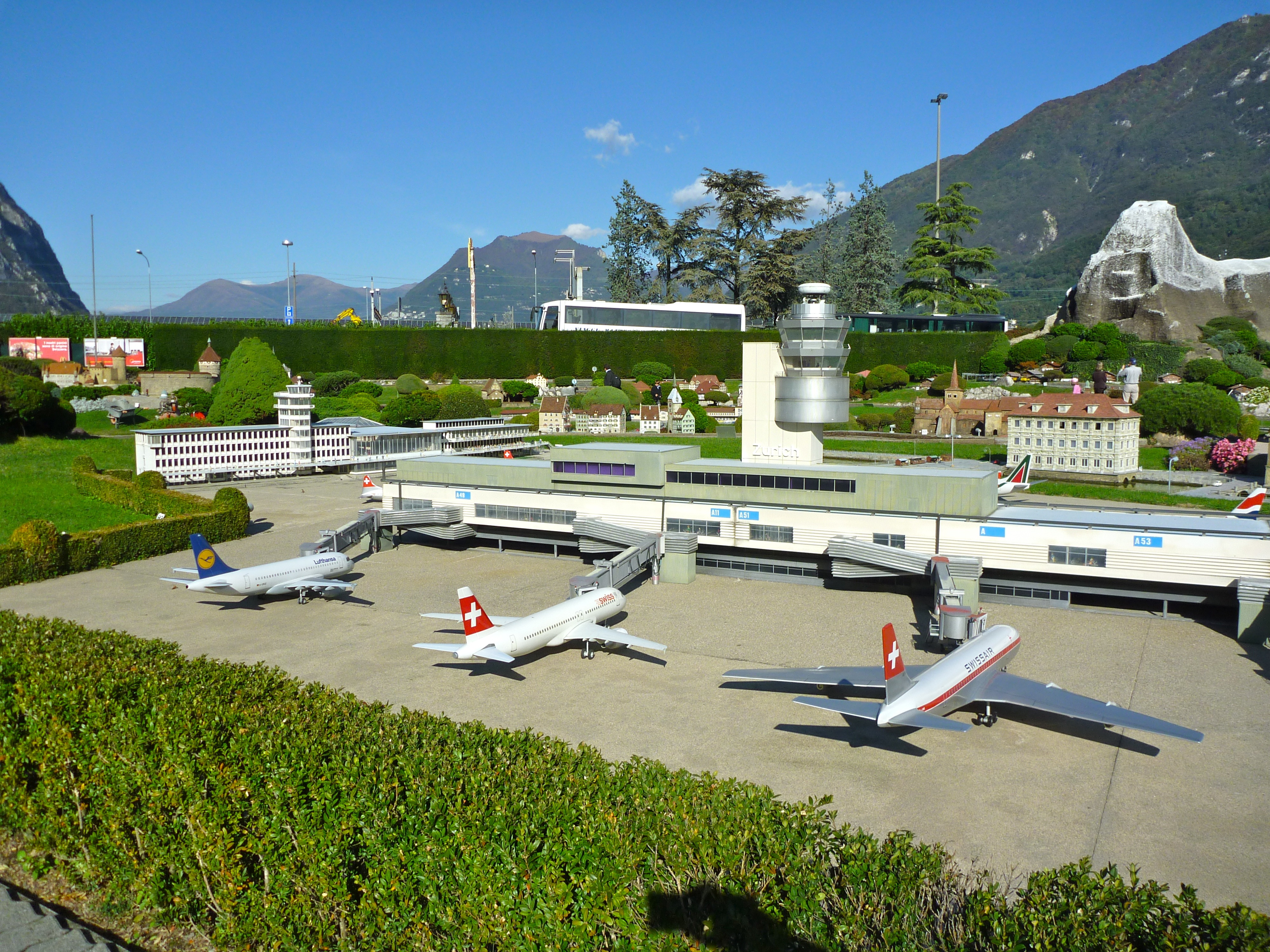
Flughafen Zürich
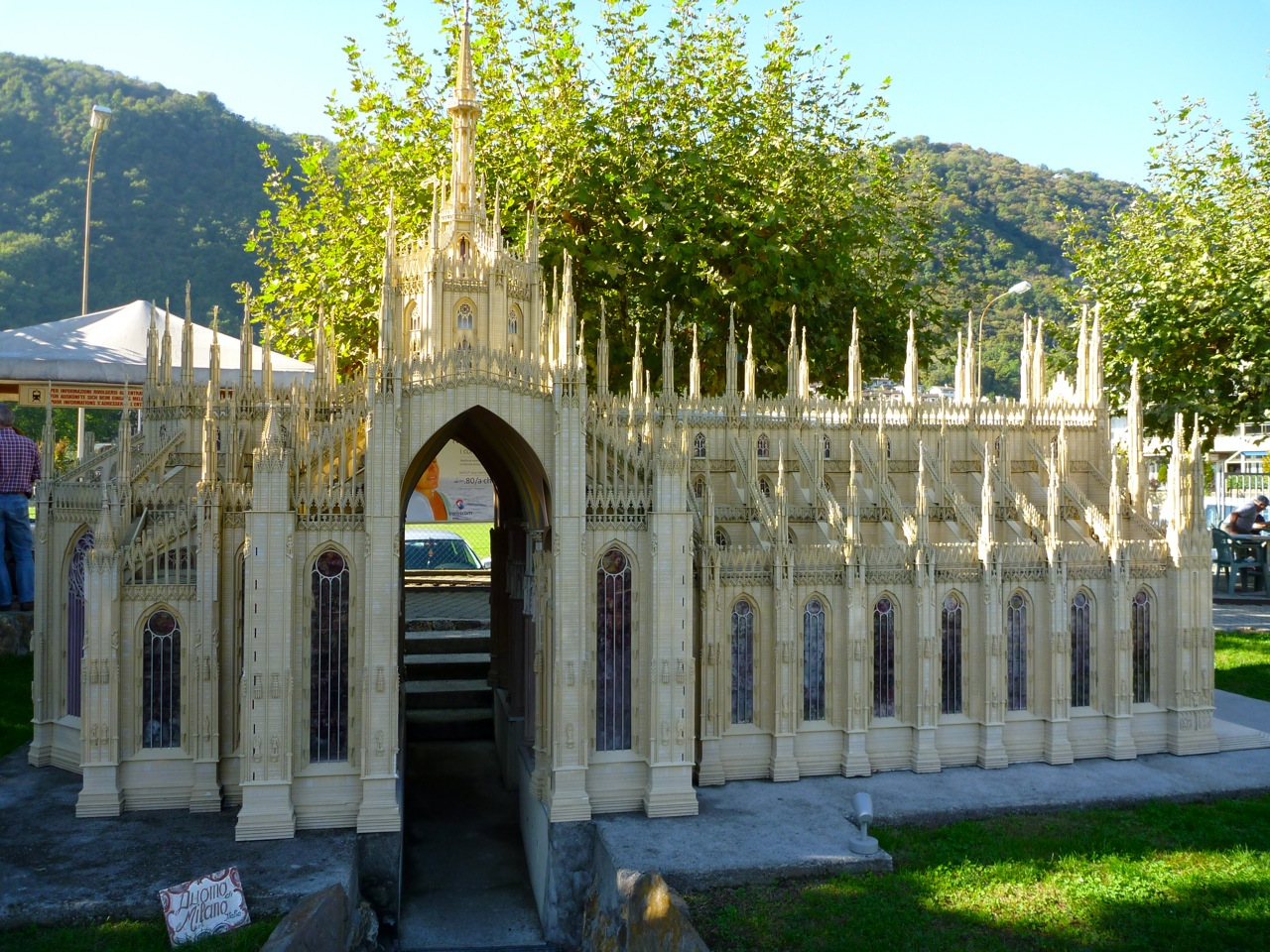
Mailänder Dom
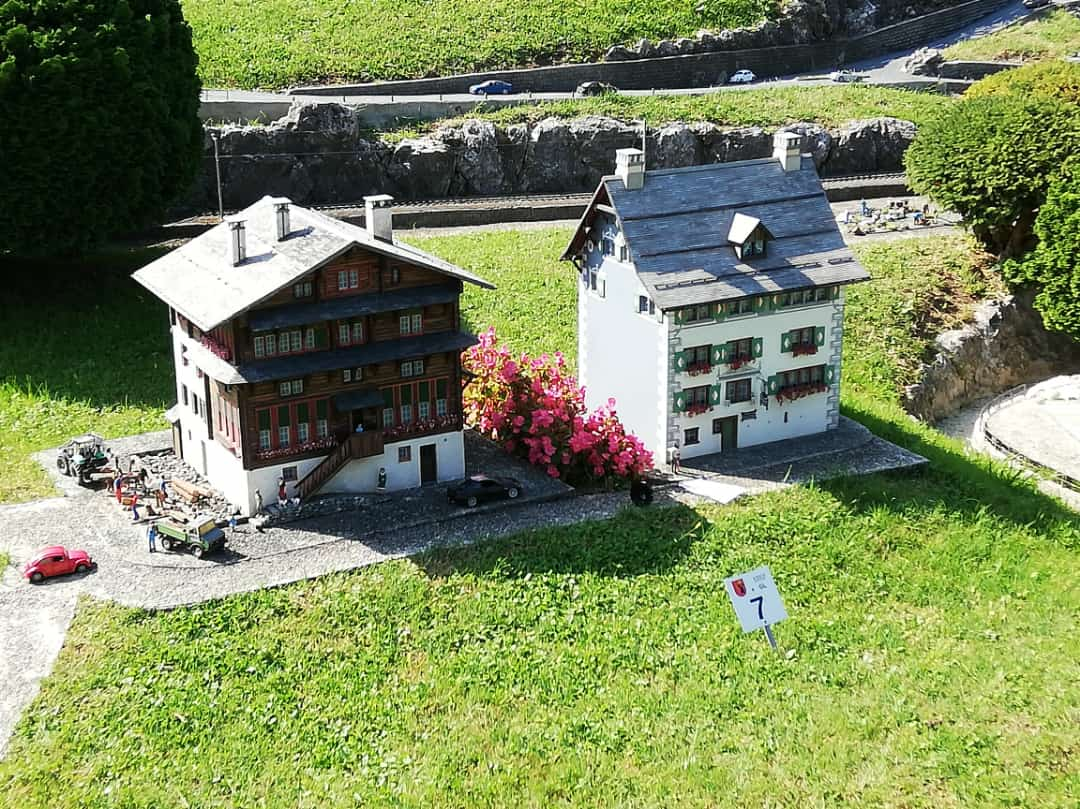
Suworowhaus